# Sant’Antimo
Sant’Antimo község (comune) Olaszország Campania régiójában, Nápoly megyében.

## Fekvése
Nápolytól 13 km-re északra fekszik. Határai: Aversa, Casandrino, Cesa, Giugliano in Campania, Grumo Nevano, Melito di Napoli és Sant’Arpino.

## Története
Sant’Antimo földrajzilag az ősi Atella város vonzáskörzetéhez tartozott, amely magába foglalta Nápoly és Caserta megyék több települését (Afragola, Grumo Nevano, Casoria, Casandrino, Casavatore, Arzano, Caivano, Cardito, Crispano, Sant’Antimo valamint Sant’Arpino, Orta di Atella, Cesa, Gricignano di Aversa, Carinaro, Teverola. Mindenezen településeken áthaladt a Nápolyt Capuával összekötő út. Sant’Antimo alapítása Kr. u. 600 körülre tehető. Ekkor érkeztek erre a vidékre Szent Antimus tanítványai, akik ezen a vidéken meghonosították annak kultuszát. A település a Nápolyi Hercegséghez való tartozás korában önálló volt és lassú lépésekkel fejlődött. A Nápolyi Királyság idején báróságnak nyilvánították és a Filangeri család tulajdonába került, akik több, mint kétszáz éven át voltak a település urai. A Nápolyi Királyság uralkodói házának változásával, a település is többszörösen birtokos váltott: az Anjou-ház uralkodása idején a Stendardo család, majd a spanyol fennhatóság alatt a Revertera nemesi család birtoka lett. 1641-ben, a Ruffo család tulajdonaként hercegségi rangot rendeltek a településhez, amely 1807-ig a település önálló községgé való nyilvánításáig létezett.

## Népessége
A népesség számának alakulása:

## Főbb látnivalói
- Castello Baronale
- Sant’Antimo-templom
- Sant’Antonio-templom
- San Vincenzo-templom
- Spirito Santo-templom
- Madonna dell’Annunziata-templom
- Santa Maria del Carmine-templom

## Híres szülöttei
Itt született 1876. április  28-án Nicola Romeo, aki 1914-ben átvette az „Anonima Lombarda Fabbrica di Automobili” milánói cég vezetését, amely az első világháború idején a legfőbb fegyver- és lőszergyártó volt az olasz hadsereg számára. A világháború befejezésével, a cég profilt váltott: előbb traktorok, kompresszorok valamint hajók és mozdonyok gyártásával foglalkozott, majd később teljesen átállt a gépkocsik gyártására. Nicola Romeo vezetése alatt az A.L.F.A. a világ egyik legismertebb és legnagyrabecsültebb gépkocsigyártó üzeme lett. Az egykori vállalatigazgató tiszteletére a céget átnevezték, így Alfa Romeo lett belőle.